# Vindemiales
En la Roma antigua, se llamaban vindemiales a las fiestas de las vendimias que comenzaban el 22 de agosto de cada año y terminaban el 15 de octubre. 
Las fiestas vendimiales duraban pues cincuenta y cinco días en que se suspendían casi por completo los negocios y especialmente, las denuncias ante los tribunales. Parece que fueron instituidas por Julio César y que dieron lugar a prácticas licenciosas que recordaban las bacanales.